# ناحیه آرکولا، شهرستان داگلاس، ایلینوی
ناحیه آرکولا (به انگلیسی: Arcola Township) یک منطقهٔ مسکونی در ایالات متحده آمریکا است که در شهرستان داگلاس واقع شده‌است. ناحیه آرکولا ۱۹۹ متر بالاتر از سطح دریا واقع شده‌است.